# Consonante vibrante simple
En fonética, una consonante vibrante simple es un tipo de sonido consonántico, que se produce con una sola contracción de los músculos de modo que un articulador (como la lengua) golpea el punto de articulación. El idioma español cuenta con la vibrante simple alveolar representada por r como en la palabra pero.

## Símbolos AFI
Tipos de consonantes vibrantes simples en el AFI:
| AFI | Descripción                      | Ejemplo               | Ejemplo    | Ejemplo  | Ejemplo                       |
| --- | -------------------------------- | --------------------- | ---------- | -------- | ----------------------------- |
| AFI | Descripción                      | Idioma                | Ortografía | AFI      | Significado                   |
| ɾ   | Vibrante simple alveolar         | Inglés estadounidense | latter     | /læɾɚ/   | "último"                      |
| ɺ   | Vibrante simple lateral alveolar | Japonés               | ラーメン   | /ɺaːmeɴ/ | "ramen"                       |
| ɽ   | Vibrante simple retrofleja       | Warlpiri              | drupa      | /ɽupa/   | "protección contra el viento" |
| ⱱ   | Vibrante simple labiodental      | Karang                |            | /ⱱara/   | "animal"                      |

Para vibrantes múltiples donde no se proporciona ningún símbolo independiente, el diacrítico breve se debe utilizar, por ejemplo, [ʟ̆] o [ɢ̆].